# Fighton Simukonda
Fighton Simukonda (Chingola, 2 de febrero de 1958-ibídem, 15 de febrero de 2016) fue un futbolista y entrenador de fútbol zambiano. Formó parte del Nkana Red Devils de la década de 1980, con el que ganó cinco títulos de liga, además de ser capitán de la selección de Zambia. Como entrenador, ganó varios títulos de la Premier League zambiana y se convirtió en el primer técnico en llevar a un club zambiano a la fase de grupos de la Liga de Campeones de la CAF.

## Biografía
Jugó durante su primera parte de su vida futbolística en Zambia, en clubes como el Mimbula Diggers FC, KB Davies FC, Vitafoam United FC y el Nkana FC, con el que ganó la Primera División de Zambia en cinco ocasiones. Tras dejar el club en 1989 se trasladó a Sudáfrica para jugar en el Jomo Cosmos FC, Blackpool FC y para el Dangerous Darkies, donde se retiró. Tras su retiro ejerció el cargo de entrenador en el club que se retiró, siguiendo con el Roan United durante los cinco años siguientes. También entrenó a la selección de fútbol de Zambia, con el que ganó la Copa COSAFA. También entrenó al Konkola Blades FC, Zanaco FC, City of Lusaka FC, Lusaka Dynamos FC, ZESCO United FC, Nakambala Leopards FC y al Nchanga Rangers FC.
Falleció el 15 de febrero de 2016 en el hospital de Chingola a los 58 años de edad.

## Selección nacional
Jugó un total de 36 partidos con la selección de fútbol de Zambia. Hizo su debut el 9 de octubre de 1983 en un partido de clasificación para los Juegos Olímpicos de Los Ángeles 1984 contra Egipto que finalizó con victoria por 1-0. Además formó parte del combinado que ganó la Copa CECAFA 1984.

### Goles internacionales
| # | Fecha               | Estadio                                          | Oponente | Gol | Resultado | Competición                                                 |
| - | ------------------- | ------------------------------------------------ | -------- | --- | --------- | ----------------------------------------------------------- |
| 1 | 13 de junio de 1987 | Estadio Nacional de Botsuana, Gaborone, Botsuana | Botsuana | 0-1 | 0-4       | Clasificación para los Juegos Olímpicos de Los Ángeles 1984 |

## Clubes

### Como futbolista
| Club               | País      | Año       |
| ------------------ | --------- | --------- |
| Mimbula Diggers FC | Zambia    | 1976-1978 |
| KB Davies FC       | Zambia    | 1978-1980 |
| Vitafoam United FC | Zambia    | 1980-1982 |
| Nkana FC           | Zambia    | 1982-1989 |
| Jomo Cosmos FC     | Sudáfrica | 1989-1991 |
| Blackpool FC       | Sudáfrica | 1991-1992 |
| Dangerous Darkies  | Sudáfrica | 1992      |

### Como entrenador
| Club                          | País      | Año       |
| ----------------------------- | --------- | --------- |
| Dangerous Darkies             | Sudáfrica | 1992-1993 |
| Roan United                   | Zambia    | 1994-1999 |
| Selección de fútbol de Zambia | Zambia    | 1998      |
| Konkola Blades FC             | Zambia    | 1999-2004 |
| Zanaco FC                     | Zambia    | 2004-2007 |
| City of Lusaka FC             | Zambia    | 2007-2008 |
| Lusaka Dynamos FC             | Zambia    | 2008-2009 |
| ZESCO United FC               | Zambia    | 2009-2011 |
| Nakambala Leopards FC         | Zambia    | 2011-2012 |
| Nchanga Rangers FC            | Zambia    | 2012-2016 |